# Andrew Astbury
Andrew Astbury (Leeds, 29 novembre 1960) è un ex nuotatore britannico.
Specializzato nello stile libero ha vinto la medaglia di bronzo alle olimpiadi di Los Angeles 1984 nella staffetta 4x200 m sl.

## Palmarès
- Olimpiadi

Los Angeles 1984: bronzo nella staffetta 4x200m sl.
- Giochi del Commonwealth

1978 - Edmonton: bronzo nei 1500m sl (per l' Inghilterra).
1982 - Brisbane: oro nei 200m e 400m sl, bronzo nei 1500m sl (per l' Inghilterra).